# 토요타 펀 카고

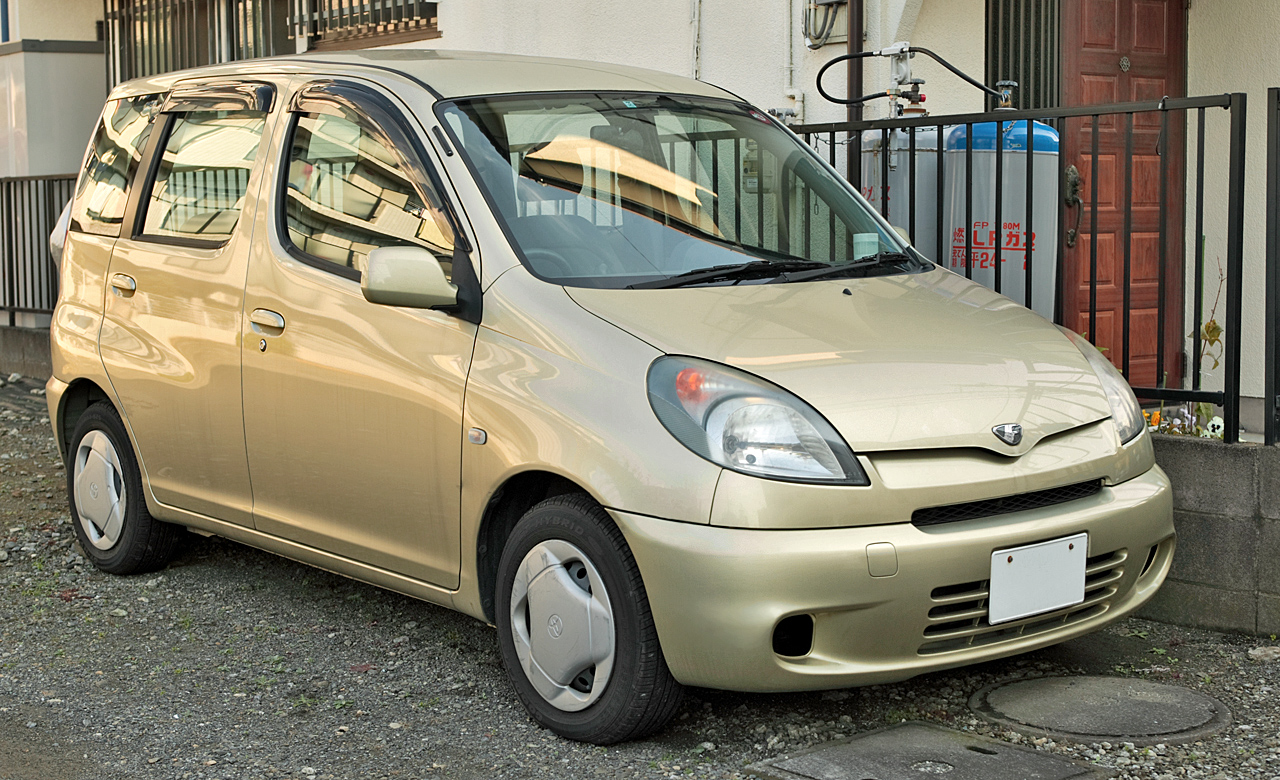
토요타 펀 카고(전기형) 정측면

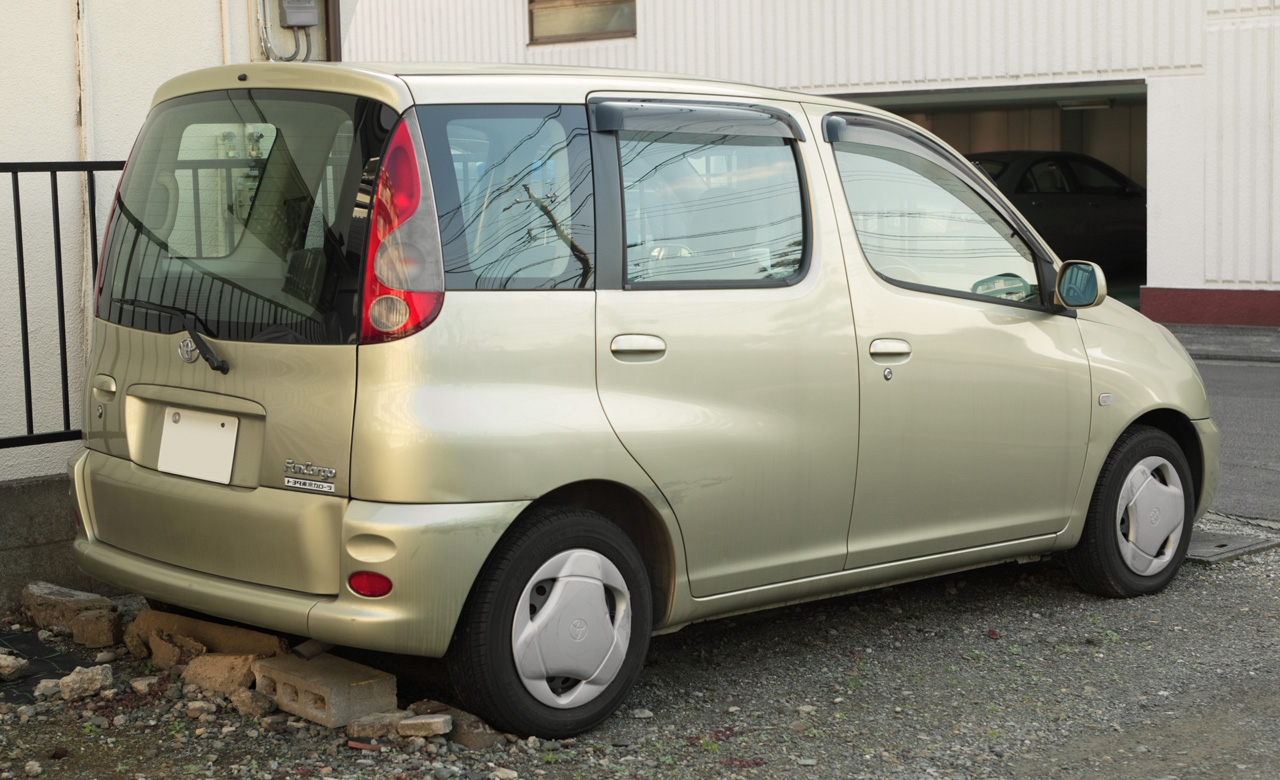
토요타 펀 카고(전기형) 후측면

토요타 펀 카고 (Toyota Fun Cargo)는 일본의 토요타 자동차가 생산 및 판매한 스테이션 왜건 형태의 소형 CUV이다. 1997년 10월에 개최된 제 32회 도쿄 모터쇼에서 컨셉트 카가 출품되었고, 양산형은 1999년 8월에 출시되었다. 1세대 비츠를 기반으로 하였고, 전장을 130mm 늘렸다. 엔진은 전륜구동 사양에는 1.3L 2NZ-FE형 또는 1.5L 1NZ-FE형이, 4륜구동 사양은 1NZ-FE형만 탑재되었다. 변속기는 4단 자동(Super ECT)만이 조합되었다. 제 20회 1999~2000 일본 올해의 차를 플라츠, 비츠와 함께 수상 받았다. 2000년 1월에는 뒷좌석의 헤드 레스트를 기본 적용하였고, 8월에는 초록 계열 색상이 1가지가 추가되었다. 12월에는 EBD가 있는 ABS를 표준 장비화하였다. 2001년 1월에 G, X 트림에 특별 사양인 마지오라가 선보였으며, 8월에는 바디 컬러 중 슈퍼 화이트 Ⅱ에서 화이트로 명칭이 변경되었다. 2002년 8월에 페이스 리프트를 거쳐 라디에이터 그릴, 헤드 램프, 앞 범퍼, 테일 램프가 살짝 바뀌었고, 내부에는 계기판의 색조가 바뀌었다. 또한 G, X 트림에 특수 편의 사양이 추가되었다. 2003년 6월에 X 트림에 HID를 선택하도록 설정하였다. 2005년 10월에 후속 차종인 락티스의 출시로 단종되었다. 유럽에서는 비츠의 수출명인 야리스에서 파생되어 야리스 베르소로 팔렸다.

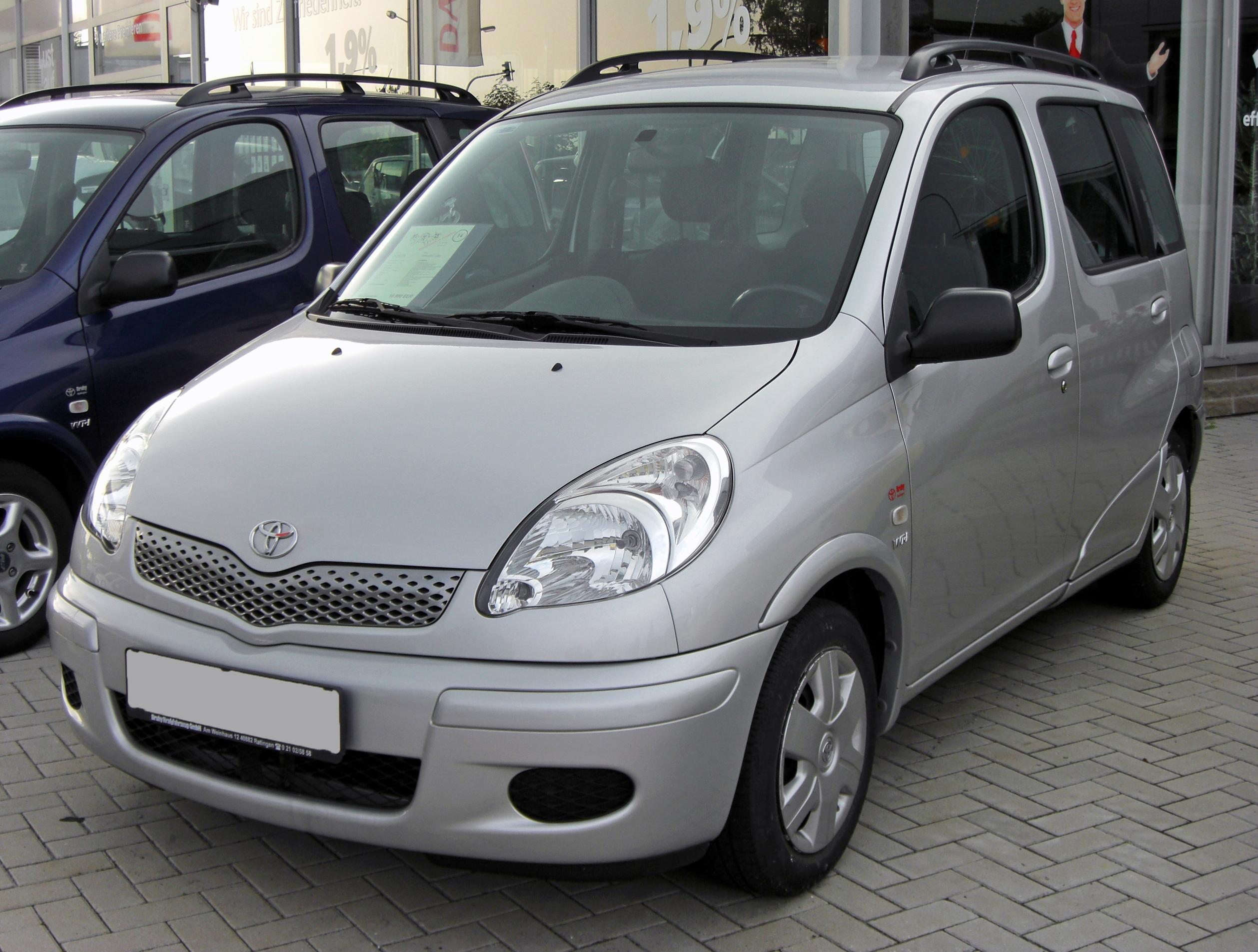
토요타 펀 카고(후기형) 정측면
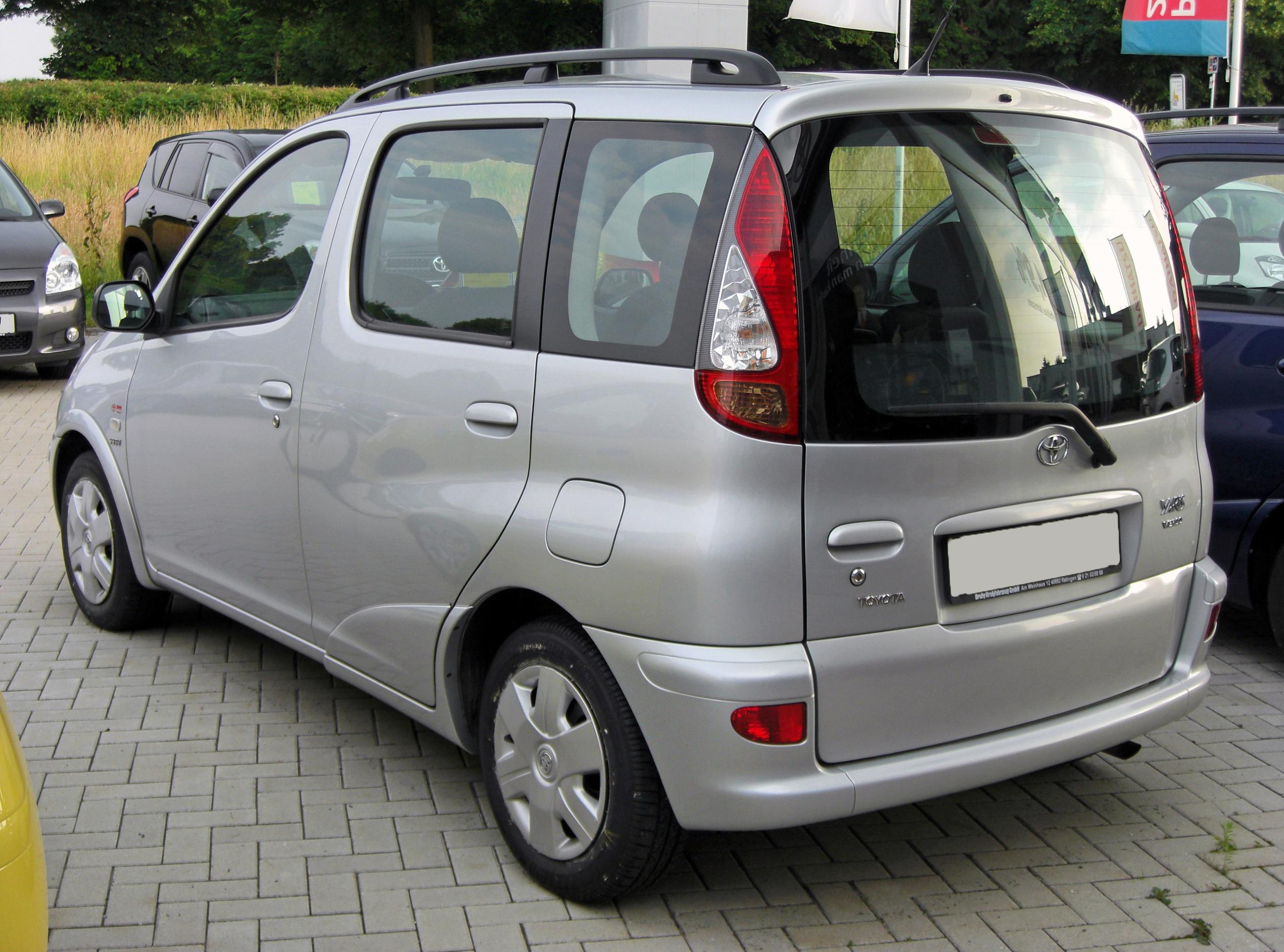
토요타 펀 카고(후기형) 후측면